# Eumops hansae
Eumops hansae es una especie de murciélago de la familia Molossidae.

## Distribución geográfica
Se encuentra en América Central y América del Sur.